# Miguel Sánchez-Migallón
Miguel Sánchez-Migallón Naranjo (Ciudad Real, 8 de febrero de 1995) es un jugador de balonmano español que ocupa las posiciones de central, lateral izquierdo y extremo izquierdo en el SL Benfica de la Andebol 1.

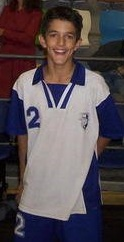
Miguel con la camiseta del BM San Francisco Javier

## Biografía
Es natural de Ciudad Real. Comenzó jugando al balonmano en el Club Balonmano San Francisco Javier, gracias a su hermano, que militaba en las filas del club. Empezó jugando de portero, donde no tuvo mucho éxito, así que decidió ser jugador de campo. Después de la desaparición del BM San Francisco Javier pasó a formar parte del BM Pio XII y a partir de la temporada 2010/2011 jugaría con las categorías inferiores del BM. Ciudad Real. Allí Talant Dujshebaev se fijó en él y con solo 17 años fichó por el BM. Atlético de Madrid. Esa temporada marcó 25 goles en 22 partidos en Liga ASOBAL. Tras la desaparición del equipo en el verano de 2013, quedó liberado de su contrato. El 27 de julio de 2013 el BM. Aragón hace oficial su fichaje, pasando a formar parte de las filas del entrenador, y exjugador del BM. Ciudad Real, Mariano Ortega. El 26 de diciembre de 2013 abandona el BM. Aragón con la carta de libertad con destino al Naturhouse La Rioja. En 2021 ficha por el Vive Kielce.
El 2 de noviembre de 2016, debuta en la  selección española de balonmano, consiguiendo la medalla de bronce en los Juegos Olímpicos de Tokio y la medalla de plata de en el el Campeonato Europeo de balonmano en 2022.

## Clubes
- BM. San Francisco Javier (2004-2006)
- BM. Pio XII (2006 - 2010)
- BM. Ciudad Real (2010 - 2012)
- BM. Atlético Madrid (2012 - 2013)
- BM. Aragón (2013 - 2013)
- Naturhouse La Rioja (2013 - 2021)
- Vive Kielce (2021 - 2023)[2]
- SL Benfica (2023 - Act.)[3]

## Palmarés

### Selección nacional
| Juegos Olímpicos   | Juegos Olímpicos     | Juegos Olímpicos  | Juegos Olímpicos |
| Año                | Lugar                | Medalla           |                  |
| ------------------ | -------------------- | ----------------- | ---------------- |
| 2020               | Tokio                | Medalla de bronce |                  |
| 2024               | París                | Medalla de bronce |                  |
| Campeonato Mundial |                      |                   |                  |
| Año                | Lugar                | Medalla           |                  |
| 2023               | Polonia y Suecia     | Medalla de bronce |                  |
| Campeonato Europeo |                      |                   |                  |
| Año                | Lugar                | Medalla           |                  |
| 2022               | Hungría y Eslovaquia | Medalla de plata  |                  |

### BM. Atlético Madrid
- Mundial de Clubes (1): 2013
- Copa del Rey (1): 2013

### KS Kielce
- Liga de Polonia de balonmano (2): 2022, 2023